# Zbigniew Marcin Kowalewski
Zbigniew Marcin Kowalewski (ur. 28 stycznia 1943) – polski badacz ruchów lewicowych, autor książek i artykułów, tłumacz, redaktor czasopism.

## Życiorys
W latach 1961–1966 studiował etnografię u prof. Kazimiery Zawistowicz-Adamskiej na Uniwersytecie Łódzkim, a następnie, w latach 1969-1975 pracował w Instytucie Historii Kultury Materialnej Polskiej Akademii Nauk oraz uczestniczył w seminarium prowadzonym przez prof. Tadeusza Łepkowskiego w Zakładzie Dziejów Ameryki Łacińskiej, Azji i Afryki Instytutu Historii PAN oraz współpracował z wydawanym przez ten zakład pismem Estudios Latinoamericanos. Pisał wtedy także do Odgłosów, Współczesności, Polityki, Łódzkich Studiów Etnograficznych, Etnografii Polskiej, kubańskiego Pensamiento Crítico, wenezuelskiego S.C. Libre, argentyńskiego Nuevos Aires oraz uczestniczył w debatach na łamach Current Anthropology. W dwóch wydanych przez Walter de Gruyter wyborach referatów na IX Międzynarodowy Kongres Nauk Antropologicznych i Etnologicznych (1973) ukazał się jego referat The Cultural Dependency of Rural Communities and Peasant Guerrillas. Korespondował z Andre Gunder Frankiem, Willemem F. Wertheimem, Gerritem Huizerem.
W latach 1975–1979 przebywał na Kubie, gdzie kształcił tłumaczy z języka polskiego oraz współpracował z przebywającymi tam na uchodźstwie działaczami chilijskiego Ruchu Lewicy Rewolucyjnej (MIR) i argentyńskiej Rewolucyjnej Partii Pracujących (PRT). Poddał tam krytyce latynoamerykańską teorię zależności, której był wcześniej zwolennikiem.
W 1981 został wybrany do Prezydium Zarządu Regionu Łódzkiego NSZZ Solidarność, był delegatem na I Krajowy Zjazd Delegatów Niezależnego Samorządnego Związku Zawodowego „Solidarność”. Występował na rzecz przejmowania zakładów pracy przez robotników i tworzenia samorządów pracowniczych, mających kierować procesami decyzyjnymi w zakładach pracy. W wydanej wówczas broszurze O taktyce strajku czynnego zawarł m.in. postulat tworzenia straży robotniczej.
Wprowadzenie stanu wojennego 13 grudnia 1981 zastało go we Francji, dokąd pojechał na zaproszenie francuskich związków zawodowych. Próba wydalenia go stamtąd zakończyła się ostrymi protestami środowisk lewicowych, w tym szeroko zakrojoną kampanią wsparcia ze strony francuskiej sekcji Czwartej Międzynarodówki i w efekcie przedłużeniem pozwolenia na pobyt. Na emigracji przebywał do 1989. W tym czasie współdziałał z francuskim lewicowym ruchem solidarności z „Solidarnością”. Współredagował wydawane w języku polskim i przemycane do Polski pismo Czwartej Międzynarodówki Inprekor. Uzyskał dyplom studiów pogłębionych (DEA) w zakresie antropologii i socjologii polityczności na Uniwersytecie Paryskim VIII. W tym czasie pisał do Le Monde, Critique Communiste, Inprecor, Quatrième Internationale, Cahiers Léon Trotsky, Nouvelle Europe, International Viewpoint, International Marxist Review, Socialist Action (USA), Críticas de Economía Política (Meksyk), Bandera Socialista (Meksyk).
W czerwcu 2005 był jednym z pierwszych sygnatariuszy i zbierał podpisy pod apelem Dość prowokacji i ingerencji, w którym krytyce poddana została polityka Stanów Zjednoczonych względem Kuby, jak również stosunek do tego polskich władz, polityków i mediów. Znajduje się w nim również krytyka całokształtu polityki zagranicznej USA, jak też polskiej polityki społecznej, korupcji oraz związków z polityką amerykańską.
W lipcu 2006 razem z Pawłem Michałem Bartolikiem opublikował protest Kogo bronią obrońcy Oriany Fallaci, w którym gwałtownie skrytykowany został stosunek polskich elit do jej osoby. W listopadzie 2006 jego podpis znalazł się pod protestem przeciw poczynaniom władz meksykańskich w stanie Oaxaca, opublikowanym w wielkonakładowym dzienniku meksykańskim La Jornada.
Autor wielu prac o ruchach i teoriach rewolucyjnych, publikowanych w kraju i za granicą (w Ameryce Łacińskiej, Ameryce Północnej, Europie Zachodniej i Wschodniej), a także obszernych posłowi do książek Étienne’a Balibara, Noama Chomskiego i Michała Siermińskiego. Jest również autorem prac o czarnej kwestii w amerykańskiej wojnie secesyjnej, „czerwonych i czarnych dwuleciach” w historii włoskiego ruchu robotniczego, rozłamie we włoskim operaizmie, ewolucji ideowej Pierre’a Bourdieu przed rewolucją algierską.
Od lat 80. XX w. zajmuje się historią Ukrainy, ukraińskich ruchów wyzwoleńczych i ucisku narodowego Ukraińców, o czym pisał w artykułach, wydawanych również na Zachodzie, m.in. we francuskim Hérodote. Wydawnictwa Narodowej Akademii Nauk Ukrainy dwukrotnie opublikowały jego pracę o powojennej strategii politycznej Ukraińskiej Powstańczej Armii w Polsce.
Tłumacz z hiszpańskiego, francuskiego i portugalskiego.
Był redaktorem półrocznika Rewolucja, współpracownikiem półrocznika Lewą Nogą oraz tygodnika Trybuna Robotnicza. Współpracował z portalem internetowym Viva Palestyna. Od 2006 jest zastępcą redaktora naczelnego polskiej edycji Le Monde Diplomatique.

## Publikacje

### Prace własne
- Antropología de la guerrilla. Hacia la ciencia social del Tercer Mundo, C.M. Nueva Izquierda, Caracas 1971.
- Guerrilla estratégica. Vanguardia y método de movilización campesina, C.M. Nueva Izquierda, Caracas 1972.
- Guerrilla latynoamerykańska. Szkice z dziejów rewolucyjnych walk partyzanckich XX wieku, Ossolineum, Wrocław 1978.
- Rendez-nous nos usines! Solidarność dans le combat pour l’autogestion ouvrière, La Brèche, Paris 1985.
- Rap. Między Malcolmem X a subkulturą gangową, Instytut Wydawniczy Książka i Prasa, Warszawa 2020[11].
- Ukraińskie rewolucje, Instytut Wydawniczy Książka i Prasa, Warszawa 2023[7].

### Tłumaczenia
- Dom duchów, Isabel Allende, Wydawnictwo Marginesy, Warszawa 2021.
- Zmurszały kapitalizm, Samir Amin, Wydawnictwo Akademickie „Dialog”, Warszawa 2004. (tłumaczeniem razem z Ryszardem Wojną).
- Wywłaszczeni. Marks, własność i komunizm, Daniel Bensaïd, Instytut Wydawniczy Książka i Prasa, Warszawa 2010.
- Rozbita mozaika : ekonomia poza równaniami, Ladislau Dowbor, Wydawnictwo Akademickie „Dialog”, Warszawa 2005.
- Demokracja ekonomiczna. Alternatywne rozwiązania w sferze zarządzania społecznego, Ladislau Dowbor, Instytut Wydawniczy Książka i Prasa, Warszawa 2009.
- Poza kapitalizm. Nowa architektura społeczna, Ladislau Dowbor, Instytut Wydawniczy Książka i Prasa, Warszawa 2020.